# Achty
Achty (ros. Ахты) – wieś w Rosji, w Dagestanie, ośrodek administracyjny rejonu achtyńskiego. W 2010 liczyła 13 405 mieszkańców, głównie Lezginów.